# Saint-Pastour
Saint-Pastour är en kommun i departementet Lot-et-Garonne i regionen Nouvelle-Aquitaine i sydvästra Frankrike. Kommunen ligger i kantonen Monclar som tillhör arrondissementet Villeneuve-sur-Lot. År 2022 hade Saint-Pastour 377 invånare.

## Befolkningsutveckling
Antalet invånare i kommunen Saint-Pastour
| Referens: INSEE |